# Prémio Revelação de Literatura Infantojuvenil APE/IPLB
O Prémio Revelação de Literatura Infanto-juvenil APE é um prémio literário instituído pela Associação Portuguesa de Escritores. Desde 2005 é designado por Prémio Revelação de Ensaio Literário APE/IPLB, com o patrocínio da Babel.
O prémio consiste na publicação da obra, assim como o pagamento dos direitos de autor das obras vencedoras.
O prémio é atribuído à melhor obra inédita de autores que nunca publicaram nenhuma obra na modalidade de Literatura Infanto-juvenil, desde 1978 (com interrupções). 

## Vencedores
- 1979 – Ivone Balette com O País do Dinheirinho e o País do Dinheirão
- 1980 – José Vultos Sequeira com A Lição das Coisas
- 1981 – Fernando Bento Gomes com História da Nuvem que não queria chover
- 1982 – Álvaro Magalhães com Era uma vez uma história
- 1983 – Álvaro Magalhães com Histórias pequenas de bichos pequenos
- 1984 – Maria Emília de Alemida Martins Ferreira com Uma cidade no Arco-Íris
- 1986 – Catarina Fonseca com A Herança; Graça Matos de Sousa com O Vale da Montanha Mágica
- 1987 – António  Manuel dos Santos com Olhos do Ofício
- 1988 – José Lança Coelho com Os Protectores da Natureza em: O Enigma da Gruta
- 1990 – Augusto José Monteiro com Três Estórias (Pouco) Doces
- 1994 – Carlos da Gama com A Lenda da Aldeia; Sofia Belo com Narciso; Isabel Aguiar Barcelos com Viagens no País dos Sonhos
- 1996 – António Ferreira comA chave dos sonhos; Ana Patrício com Alexandrina Cereia; Anabela Ferreira com Ploc e Outros contos
- 2002 – André Gago com O circo da lua
- 2003 – Maria Almira Soares com A revolta das frases
- 2004 – Rui Almeida Paiva com A mala rápida do senhor parado; Carlos Geadas com A pedra com olhos